# Euxoa schausi
Euxoa schausi är en fjärilsart som beskrevs av Max Wilhelm Karl Draudt 1924. Euxoa schausi ingår i släktet Euxoa och familjen nattflyn. Inga underarter finns listade i Catalogue of Life.